# Station Cize-Bolozon
Station Cize-Bolozon is een spoorwegstation in de Franse gemeente Bolozon op de grens met de gemeente Cize.